# Niehorele
Niehorele (biał. Негарэлае) – agromiasteczko na Białorusi, w obwodzie mińskim, w rejonie dzierżyńskim, w sielsowiecie Niehorele, którego władz wbrew nazwie nie jest siedzibą; ok. 1,0 tys. mieszkańców (2010).
Znajduje się tu stacja kolejowa Niehorele na linii kolejowej Moskwa – Mińsk – Brześć – Warszawa – Berlin.
Wieś magnacka hrabstwa kojdanowskiego położona była w końcu XVIII wieku w powiecie mińskim województwa mińskiego.